# نيت باول
نيت باول (بالإنجليزية: Nate Powell)‏ هو رسام كارتون وموسيقي أمريكي، ولد في 1978 في ليتل روك في الولايات المتحدة.

## وصلات خارجية
- الموقع الرسمي
- نيت باول على موقع ميوزك برينز (الإنجليزية)
- نيت باول على موقع أول ميوزيك (الإنجليزية)
- نيت باول على موقع ديسكوغز (الإنجليزية)